# 拟狮海象属
拟狮海象属（学名：Imagotaria）是海象科下的一个属。

## 下属物种
本属包括以下物种：
- 唐氏拟狮海象 Imagotaria downsi Mitchell, 1968，唐斯拟狮海象